# Championnat de Suisse de unihockey
Pour les articles homonymes, voir Ligue nationale A.
Le championnat suisse de unihockey de Ligue nationale A (LNA) est une compétition annuelle entre les meilleurs clubs de unihockey de Suisse. Le championnat est organisé par Swiss Unihockey.

## Format
Les douze équipes jouent deux rondes en match aller-retour, soit un total de 22 rencontres par équipe, lors du tour de qualification. Les matchs se déroulent en trois périodes de vingt minutes, sur grand terrain. Les qualifications sont suivies par des play-off (au meilleur des 7 matchs) pour les huit équipes ayant obtenu le plus de points. Les quatre vainqueurs des quarts de finale s'affrontent en demi-finales. Les équipes remportant les séries des demi-finales se retrouvent en finale. Celle-ci se déroulait traditionnellement sous forme de série au meilleur des 7 matchs, mais Swiss Unihockey l'a remplacée, dès la saison 2014-2015, par la superfinale : un seul match dont le vainqueur est sacré champion de Suisse.
Les équipes classées 9e à 12e jouent les play-out. Les deux équipes perdantes jouent une série de promotion/relégation face aux deux premières équipes de deuxième division.
Trois points sont attribués pour une victoire en temps réglementaire, deux pour un succès après 60 minutes et un pour une défaite après 60 minutes.

## Palmarès

### Vainqueurs par édition

#### Hommes
| Année | Champion              | Vice-champion            |
| ----- | --------------------- | ------------------------ |
| 2024  | Zug United (de)       | SV Wiler-Ersigen         |
| 2023  | SV Wiler-Ersigen      | Floorball Köniz (de)     |
| 2022  | GC Unihockey (de)     | SV Wiler-Ersigen         |
| 2021  | Floorball Köniz (de)  | SV Wiler-Ersigen         |
| 2020  | Pas de champion       |                          |
| 2019  | SV Wiler-Ersigen      | GC Unihockey             |
| 2018  | Floorball Köniz       | SV Wiler-Ersigen         |
| 2017  | SV Wiler-Ersigen      | UHC Alligator Malans     |
| 2016  | GC Unihockey          | Floorball Köniz          |
| 2015  | SV Wiler-Ersigen      | UHC Alligator Malans     |
| 2014  | SV Wiler-Ersigen      | Unihockey Tigers Langnau |
| 2013  | UHC Alligator Malans  | Floorball Köniz          |
| 2012  | SV Wiler-Ersigen      | GC Unihockey             |
| 2011  | SV Wiler-Ersigen      | UHC Alligator Malans     |
| 2010  | SV Wiler-Ersigen      | HC Rychenberg Winterthur |
| 2009  | SV Wiler-Ersigen      | Unihockey Tigers Langnau |
| 2008  | SV Wiler-Ersigen      | Floorball Köniz          |
| 2007  | SV Wiler-Ersigen      | Unihockey Tigers Langnau |
| 2006  | UHC Alligator Malans  | SV Wiler-Ersigen         |
| 2005  | SV Wiler-Ersigen      | GC Unihockey             |
| 2004  | SV Wiler-Ersigen      | UHC Alligator Malans     |
| 2003  | UHC Rot-Weiss Chur    | SV Wiler-Ersigen         |
| 2002  | UHC Alligator Malans  | SV Wiler-Ersigen         |
| 2001  | UHC Rot-Weiss Chur    | UHC Alligator Malans     |
| 2000  | UHC Rot-Weiss Chur    | UHC Alligator Malans     |
| 1999  | UHC Alligator Malans  | UHC Rot-Weiss Chur       |
| 1998  | UHC Rot-Weiss Chur    | UHC Alligator Malans     |
| 1997  | UHC Alligator Malans  | UHC Rot-Weiss Chur       |
| 1996  | UHC Rot-Weiss Chur    | Torpedo Chur             |
| 1995  | UHC Rot-Weiss Chur    |                          |
| 1994  | UHC Rot-Weiss Chur    | UHC Alligator Malans     |
| 1993  | UHC Rot-Weiss Chur    | HC Rychenberg Winterthur |
| 1992  | UHC Rot-Weiss Chur    | HC Rychenberg Winterthur |
| 1991  | UHC Rot-Weiss Chur    |                          |
| 1990  | UHC Rot-Weiss Chur    |                          |
| 1989  | UHC Rot-Weiss Chur    | UHC Elch Zürich          |
| 1988  | UHT Zäziwil           |                          |
| 1987  | UHT Zäziwil           |                          |
| 1986  | UHC Giants-Kloten     |                          |
| 1985  | UHT Zäziwil           |                          |
| 1984  | UHC Urdorf            |                          |
| 1983  | UHC Grün-Weiss Zürich |                          |

#### Femmes
| Année | Champion                       | Vice-champion                  |
| ----- | ------------------------------ | ------------------------------ |
| 2024  | UHC Kloten-Dietlikon Jets (de) | Zug United (de)                |
| 2023  | UHC Kloten-Dietlikon Jets (de) | UHV Skorpion Emmental (de)     |
| 2022  | UHC Kloten-Dietlikon Jets (de) | Piranha Chur (de)              |
| 2021  | UHC Kloten-Dietlikon Jets (de) | UHV Skorpion Emmental (de)     |
| 2020  | Pas de champion                |                                |
| 2019  | UHC Kloten-Dietlikon Jets      | Piranha Chur                   |
| 2018  | Piranha Chur                   | UHC Dietlikon                  |
| 2017  | UHC Dietlikon                  | Piranha Chur                   |
| 2016  | Piranha Chur                   | UHC Dietlikon                  |
| 2015  | Piranha Chur                   | UHC Dietlikon                  |
| 2014  | Piranha Chur                   | UHC Dietlikon                  |
| 2013  | Piranha Chur                   | UHC Dietlikon                  |
| 2012  | Piranha Chur                   | UHC Dietlikon                  |
| 2011  | Red Ants Rychenberg Winterthur | Piranha Chur                   |
| 2010  | Piranha Chur                   | Red Ants Rychenberg Winterthur |
| 2009  | UHC Dietlikon                  | Red Ants Rychenberg Winterthur |
| 2009  | UHC Dietlikon                  | Piranha Chur                   |
| 2007  | UHC Dietlikon                  | Red Ants Rychenberg Winterthur |
| 2006  | UHC Dietlikon                  | Red Ants Rychenberg Winterthur |
| 2005  | Red Ants Rychenberg Winterthur | UHC Dietlikon                  |
| 2004  | Red Ants Rychenberg Winterthur | UHC Dietlikon                  |
| 2003  | UHC Dietlikon                  | Piranha Chur                   |
| 2002  | Red Ants Rychenberg Winterthur | UHC Dietlikon                  |
| 2001  | HC Rychenberg Winterthur       | UHC Dietlikon                  |
| 2000  | HC Rychenberg Winterthur       | Jona-Uznach Flames             |
| 1999  | HC Rychenberg Winterthur       | UHC Giants Kloten              |
| 1998  | HC Rychenberg Winterthur       | Piranha Chur                   |
| 1997  | HC Rychenberg Winterthur       |                                |
| 1996  | HC Rychenberg Winterthur       |                                |
| 1995  | HC Rychenberg Winterthur       |                                |
| 1994  | HC Rychenberg Winterthur       |                                |
| 1993  | HC Rychenberg Winterthur       |                                |
| 1992  | HC Rychenberg Winterthur       |                                |
| 1991  | HC Rychenberg Winterthur       |                                |
| 1990  | BTV Chur                       |                                |
| 1989  | HC Rychenberg Winterthur       |                                |
| 1988  | HC Rychenberg Winterthur       |                                |
| 1987  | HC Rychenberg Winterthur       |                                |

### Tableau récapitulatif
| Titres | Équipe                  | Dernier titre |
| ------ | ----------------------- | ------------- |
| 13     | SV Wiler-Ersigen        | 2023          |
| 12     | UHC Rot-Weiss Chur      | 2003          |
| 5      | UHC Alligator Malans    | 2013          |
| 3      | UHT Zäziwil             | 1988          |
| 2      | Floorball Köniz         | 2021          |
| 2      | Grasshopper Club Zurich | 2022          |
| 1      | UHC Giants-Kloten       | 1986          |
| 1      | UHC Urdorf              | 1984          |
| 1      | Zug United              | 2024          |